# 小行星3508
小行星3508（英語：3508 Pasternak）是一颗围绕太阳公转的小行星。1980年2月21日，柳德米拉·卡拉季奇在克里米亚发现了此天体。
这颗小行星的绝对星等为298.51707等。